# 小手子

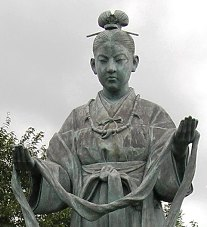
小手姬雕像（川俣町中央公園）

小手子（日语：／）是第32代天皇崇峻天皇的妃子，大伴糠手子的女儿。小手子曾为崇峻天皇生下一男一女：蜂子皇子与锦代皇女。
据《日本书纪》记载，崇峻天皇看到作为贡品进贡的野猪，曾自言自语道：“何时朕才能像斩断此猪的脖颈一样了断朕嫌恶的人呢？”而小手子由于对天皇对她的冷落心生怨恨，将这件事向苏我马子告密，导致了崇峻天皇暗杀事件。

## 传说
有传说称小手子逃亡到今福岛县川俣町并在当地教民养蚕。此即“小手姬传说”。
传说小手子的儿子蜂子皇子在厩户皇子（圣德太子）的谋划下逃出首都，到达今山形县鹤冈市，成为出羽三山的开山始祖。小手子为了寻找蜂子皇子，与其父和其女锦代皇女一同逃往东北地区。旅途中，锦代皇女去世，小手子便在与故乡大和风情相似的今福岛县伊达郡川俣町和伊达市月馆地区居留下来，教当地的百姓植桑养蚕。此后，小手子悲叹其与其子失散而无法相见，于今川俣町大清水投水身亡。
川俣町附近遗留有与小手姬相关的历史遗迹。川俣町也以“丝绸之镇”为招牌，并以小手子为原型设计了吉祥物进行宣传。